# Trainwreck (2015)
Trainwreck is een Amerikaanse romantische komedie uit 2015 geregisseerd door Judd Apatow en geschreven door Amy Schumer, die tevens de hoofdrol speelt. Het is de eerste door Apatow geregisseerde film die hij niet zelf schreef.

## Verhaal
Amy Townsend is vroeger door haar vader op het hart gedrukt dat monogamie een onrealistisch ideaal is. Nu ze ongeveer 30 jaar oud is, leidt ze een losbandig leven, met veel drank en drugs. Ook is ze haar vriend Steven (John Cena) geregeld ontrouw.
Amy werkt voor een mannenblad en krijgt de opdracht sportarts Aaron (Bill Hader) te interviewen, hoewel ze een grondige hekel heeft aan sport. Het interview draait erop uit dat ze met elkaar naar bed gaan, waarna Amy, die het inmiddels heeft uitgemaakt met Steven, zelfs blijft slapen, tegen haar eigen stelregel in. Aaron blijkt haar vaker te willen zien, en wordt hierin gesteund door zijn vriend LeBron James. Mede vanwege toestanden met haar ernstig zieke vader en conflicten met haar zus raakt Amy echter in paniek.

## Rolverdeling
| Acteur            | Personage         | Opmerkingen               |
| ----------------- | ----------------- | ------------------------- |
| Amy Schumer       | Amy Townsend      |                           |
| Bill Hader        | dr. Aaron Conners | sportarts                 |
| Brie Larson       | Kim Townsend      | Amy's zus                 |
| Colin Quinn       | Gordon Townsend   | Amy's vader               |
| Tilda Swinton     | Dianna            | Amy's baas                |
| John Cena         | Steven            | Amy's vriend              |
| LeBron James      | zichzelf          | vriend van Aaron          |
| Vanessa Bayer     | Nikki             | collega van Amy           |
| Mike Birbiglia    | Tom               | Kims man                  |
| Evan Brinkman     | Allister          | Toms zoon, Kims stiefzoon |
| John Glaser       | Schultz           |                           |
| Ezra Miller       | Donald            |                           |
| Method Man        | Temembe           |                           |
| Chris Evert       | zichzelf          |                           |
| Matthew Broderick | zichzelf          |                           |
| Daniel Radcliffe  | hondenuitlater    |                           |
| Marisa Tomei      | hondenbezitster   |                           |

## Schietpartij in Louisiana
Op 23 juli 2015 schoot een 59-jarige man twee mensen dood tijdens een voorstelling van Trainwreck in Lafayette (Louisiana). Er vielen negen gewonden en de man pleegde later zelfmoord. Hoofdrolspeelster Schumer en distributeur Universal drukten later hun medeleven uit.